# Opatrum emarginatum
Opatrum (Colpophorus) emarginatum – gatunek chrząszcza z rodziny czarnuchowatych i podrodziny Tenebrioninae.
Gatunek ten został opisany w 1849 roku przez Hippolyte'a Lucasa.
Ciało długości około 10 mm. Nadustek wycięty. Przedplecze nieregularnie rzeźbione i z wzorem. Nasada przedplecza w pobliżu kątów tylnych głęboko wycięta. Powierzchnia pokryw guzkowana. Pseudoepipleury niesięgające wierzchołka pokryw.
Chrząszcz znany z Afryki Północnej, Malty, Sardynii i Sycylii.